# The Skyscraper
The Skyscraper est un gratte-ciel en construction à Dubaï aux Émirats arabes unis. Ils s'élèvera à 330 mètres.